# Malaxis acianthoides
Malaxis acianthoides är en orkidéart som först beskrevs av Rudolf Schlechter, och fick sitt nu gällande namn av Oakes Ames. Malaxis acianthoides ingår i släktet knottblomstersläktet, och familjen orkidéer.
Artens utbredningsområde är Guatemala. Inga underarter finns listade i Catalogue of Life.